# Undervisningspligt
Undervisningspligt refererer til en periode, typisk fastsat ved lov, hvor alle børn skal modtage undervisning. Perioden med undervisningspligt varierer fra land til land, se kort. Undervisningen vil typisk foregå i en offentlig eller privat grundskole eller via hjemmeundervisning. I nogle lande er der også skolepligt, hvilket betyder at det er obligatorisk at gå i skole, og man må således ikke nøjes med hjemmeundervisning i disse lande.
I visse lande, f.eks. Canada, modtager familier, hvis børn undervises uden for skolesystemet, tilskud fra det offentlige.
Den internationale konvention om økonomiske, sociale og kulturelle rettigheder fra 1966 fastsætter, at konventionens medlemslande skal tilbyde gratis grundskoleundervisning til alle børn og have undervisningspligt.
Alle lande med undtagelse af Bhutan, Papua Ny Guinea, Salomonøerne og Vatikanstaten har undervisningspligt.

## Danmark
I Danmark er der 10 års undervisningspligt der, med enkelte undtagelser, starter i august det år et barn fylder seks. Via Grundloven er det bestemt at alle børn har ret til fri undervisning i folkeskolen eller til en undervisning, der står mål med, hvad der almindeligvis kræves der. I praksis betyder det at undervisningspligten kan opfyldes i folkeskolens grundskole, på en fri eller privat grundskole, via hjemmeundervisning eller, efter 7. klassetrin, på en efterskole. Folkeskolens struktur for de 10 undervisningspligtige år består af en børnehaveklasse og 1.-9. klasse. Deltagelse i folkeskolens 10. klasse er således frivillig. 
I Danmark fandtes i efteråret 2022:
- 1.066 folkeskoler (1296 afdelinger)[a]
- 547 friskoler og private grundskoler
- 243 efterskoler
- 121 specialskoler (143 afdelinger)[a]

I skoleåret 2020/2021 modtog 1238 børn hjemmeundervisning, en stigning fra 475 børn i 2018, hvilket omtrent svarer til en promille af det samlede antal grundskoleelever.
Undervisningspligten blev indført i Danmark 23. januar 1739 ved forordning af Kong Christian 6.. Først i 1789 blev Den store Skolekommission nedsat, og kommissionens arbejde førte til folkeskolelovene af 1806 og 1814.

## Tyskland
I Tyskland, hvor der er skolepligt, i modsætning til de fleste andre europæiske landes undervisningspligt, har organisationen Netzwerk Bildungsfreiheit siden 2006 arbejdet for at afskaffe denne skolepligt. Denne paraplyorganisation omfatter bl.a. sammenslutningerne Bundesverband Natürlich Lernen! e. V., Stiftung Netzwerk Hochbegabung, Europäische Forum für Freiheit im Bildungswesen (effe), men også Schulbildung in Familieninitiative e. V., og Deutschhilfe für Ausländer. Også enkeltpersoner, herunder universitetsprofessorer, pædagoger, læger, advokater, psykologer, terapeuter samt forældre og studerende med religiøs eller alternativ tilgang til hjemmeundervisning, er tilknyttet Netzwerk Bildungsfreiheit.
Ungdomsafdelingen af De frie demokrater FDP har siden 2018 foreslået, at man i delstaten Brandenburg, som omgiver Berlin, erstatter skolepligt med undervisningspligt. Efter forslaget skal børn fra 5 års alder to gange årligt fremlægge et præstationsbevis. Forældrene kan frit bestemme, i hvilken sammenhæng den viden, der skal gives, formidles, hvad enten det er i en privatskole, i familietimer eller i en konventionel skole. Hvis der ikke fremlægges bevis for præstation, omfattes barnet fra begyndelsen af næste skoleår af skolepligt.
Også det politiske parti Piratenpartei Deutschland går ind for at erstatte skolepligt med undervisningspligt, idet man argumenterer, at uddannelse også kan tilegnes uden for institutioner, samt mener, skolepligten forhindrer mennesker i at forfølge alternative uddannelsesveje, idet enhver bør have ret til fri og selvbestemt adgang til viden og uddannelse. Erhvervelse af kvalifikationer skal være mulig, uanset hvordan og hvor det foregår. Partiet vil ved kontrolbesøg sikre, at eleverne faktisk uddanner sig selv og med tilstrækkelig succes.

## Lande med undervisningspligt og årstallet for dens indførelse

### 1700-tallet
- 1739:  Danmark (Christian 6.'s forordning)[14]
- 1763:  Preussen[15]
- 1774:  Østrig  Slovenien

### 1800-tallet
- 1805:  Liechtenstein[16]
- 1814:  Danmark (Folkeskoleloven)[15]
- 1817: Travancore
- 1824: Det Osmanniske Rige[17]
- 1834:  Grækenland[15]
- 1841:  Hawaii[18]
- 1842:  Sverige[15]
- 1844:  Portugal[15]
- 1852:  Massachusetts[18]
- 1857:  Spanien[19]
- 1864:  Washington D.C.,[18]  Rumænien
- 1867:  Vermont[18]
- 1868:  Montenegro
- 1869:  Slovenien,  Italien,[20]  Costa Rica[21]
- 1870:  Colombia[22]
- 1871:  Michigan,  New Hampshire,  Washington,[18]  Ontario,[23]  Western Australia[24]
- 1872:  Japan,  Scotland,[25]  Connecticut (kunne de facto ikke håndhæves),[18]  Victoria[24]
- 1873:  Nevada,[18]  British Columbia[23]
- 1874:  Schweiz,[15]  Kansas,  New York,  California[18]
- 1875:  New Jersey,  Maine,[18]  South Australia[24]
- 1876:  Wyoming,[18]  Guyana,  Surinam[26]
- 1877:  New Zealand,  Uruguay,[22]  Ohio,[18]  Prince Edward Island[23]
- 1878:  Bulgarien
- 1879:  Wisconsin[27]
- 1880:  England,[15]  Wales,[15]  New South Wales,[24]  Venezuela[28]
- 1882:  Frankrig,[15]  Serbia[29]
- 1883:  Montana,  Illinois,  North Dakota,  South Dakota,  Rhode Island,[18]  Nova Scotia[23]
- 1884:  Argentina[22]
- 1885:  Minnesota[18]
- 1886:  Colombia (afskaffet)[22]
- 1887:  Idaho,  Nebraska[18]
- 1889:  Norge,[30]  Oregon,  Colorado[18]
- 1890:  Barbados,[31]  Utah[18]
- 1891:  New Mexico[18]
- 1892:  Irland[15]
- 1895:  Pennsylvania[18]
- 1896:  Kentucky,  Hawaii[18]
- 1897:  Ecuador,[22]  Indiana,  West Virginia[18]
- 1899:  Arizona,[18]  Puerto Rico

### 1900-tallet
- 1900:  Nederlandene,[15]  Queensland[24]
- 1902:  Iowa,  Maryland[18]
- 1904:  Guam[32]
- 1905:  Peru,  Tennessee,  Missouri,[18]  New Brunswick[23]
- 1906:  Namibia (kun for hvide børn med mindre end 4 km til den nærmeste skole)[33]
- 1907:  Island,[34]  Delaware,  North Carolina,  Oklahoma[18]
- 1908:  Virginia[18]
- 1909:  Paraguay,[22]  Arkansas,[18]  Saskatchewan[23]
- 1910:  Louisiana,[18]  Alberta[23]
- 1912:  Luxembourg[15]
- 1913:  Albanien[35]
- 1915:  Alabama,  South Carolina,  Florida,  Texas[18]
- 1916:  Georgia,[18]  Manitoba,[23]  Tasmanien[24]
- 1917:  Mexico,[36]  Gibraltar[37]
- 1918:  Mississippi[18]
- 1919:  Belgien,[15]  Poland (kun for børn med mindre end 3 km til den nærmeste skole ),[38]  Letland, hele  Tyskland (Weimarrepublikken)[39]
- 1920:  Chile,[22]  Estland,[40]  Swaziland (kun hvide børn)
- 1921:  Finland,[41]  Thailand[42]
- 1923:  Nauru[43]
- 1924:  Ukrainske SSR[44]
- 1925:  Mongoliet[45]
- 1926:  Hviderussiske SSR[44]
- 1927:  Colombia (genindført)[22]
- 1929:  Alaska[18]
- 1930:  Indien,  USSR[44]
- 1935:  Afghanistan[46]
- 1942:  Newfoundland[23]
- 1943:  Quebec,[23]  Iran[47]
- 1946:  Malta[48]
- 1949:  Israel[20]
- 1951:  Libyen[49]
- 1952:  Jordan[50]
- 1953:  Egypten,[51]  Sydkorea[52]
- 1956:  Polen (alle børn)[38]
- 1960:  Tchad
- 1961:  Ghana[53]
- 1962:  Cypern,[54]  Mali
- 1963:  Algeriet,[55]  Morocco[56]
- 1964:  Mozambique (børn med mindre end 3 miles til den nærmeste skole)
- 1965:  Kuwait[57]
- 1968:  Taiwan[58][59][60]
- 1971:  Forenede Arabiske Emirater[61]
- 1973:  Indonesien
- 1975:  Somalia[62]
- 1976:  Irak
- 1981:  Seychellerne,[63]  Syrien[64]
- 1986:  Kina[65]
- 1988:  Brasilien,[66]  Filippinerne[67]
- 1990:  Bangladesh,[68]  Yemen,  Namibia (all children)
- 1991:  Tunesien[69]
- 1994:  Samoa
- 1996:  Laos,[70]  Afghanistan (ophævet for piger)[46]
- 1998:  Libanon,[71]  Sudan[72]

### 2000-tallet
- 2000:  Singapore[73]
- 2001:  Afghanistan (reintroduceret for piger),[46]  Mauretanien[74]
- 2003:  Liberia,[75]  Malaysia,[76]  Sierra Leone[77]
- 2005:  Bahrain[78]
- 2007:  Brunei[79]
- 2008:  Uganda,[80]  Oman[81]
- 2009:  Connecticut (pligtigt tidligere, men blev ikke håndhævet før 2009)
- 2010:  Lesotho[82]
- 2021:  Afghanistan (Mellemtrin afskaffet for piger)[83]

## Lande uden undervisningspligt
- Bhutan[84]
- Papua Ny Guinea[85]
- Salomonøerne[86]
- Vatikanstaten

## Kritik
Mens obligatorisk undervisning for det meste ses som vigtig og nyttig, anses obligatorisk skolegang af nogle som forældet og kontraproduktiv i en moderne verden, og har gentagne gange været genstand for skarp kritik. Kritikere af obligatorisk skolegang hævder, at sådan undervisning krænker børns frihed; er en metode til politisk kontrol, er en uhensigtsmæssig måde at lære børn, hvordan de skal håndtere virkeligheden uden for skolen, samt kan påvirke børn negativt, og føre til øget apati, mobning, stress og depression.